# Roue cylindrique à fuseaux

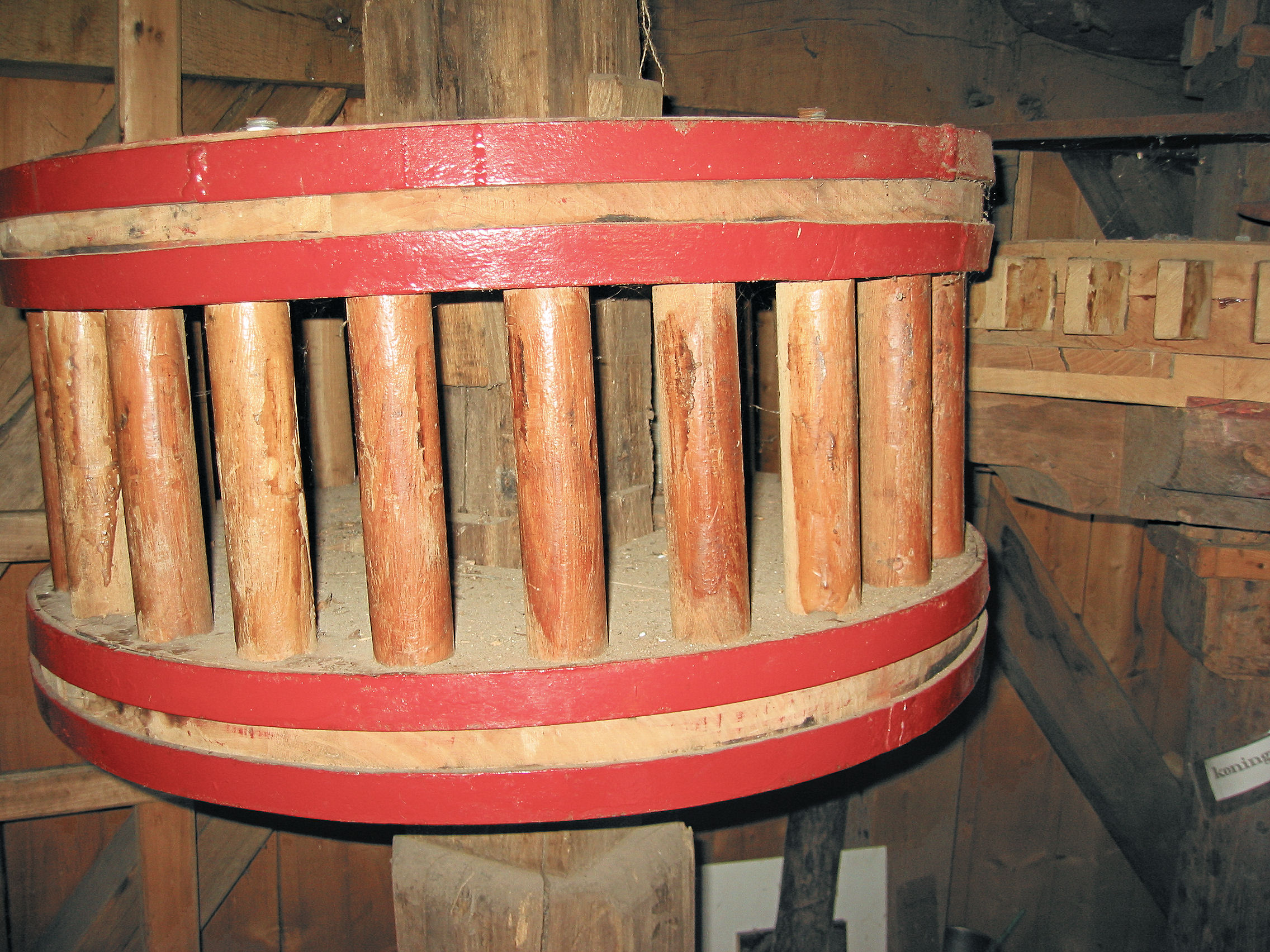
Lanterne

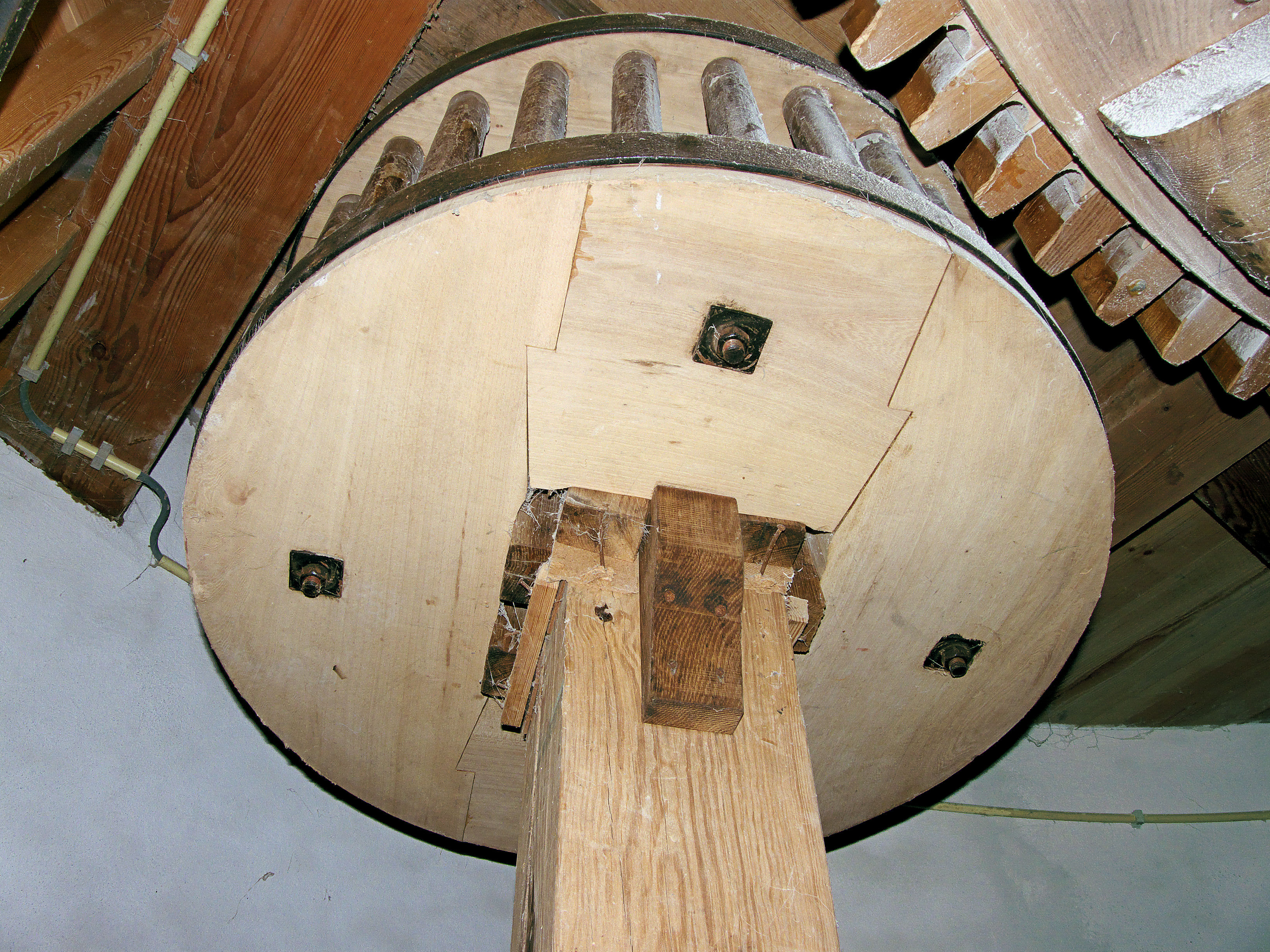
Lanterne. Moulin Oog in't_Zeil

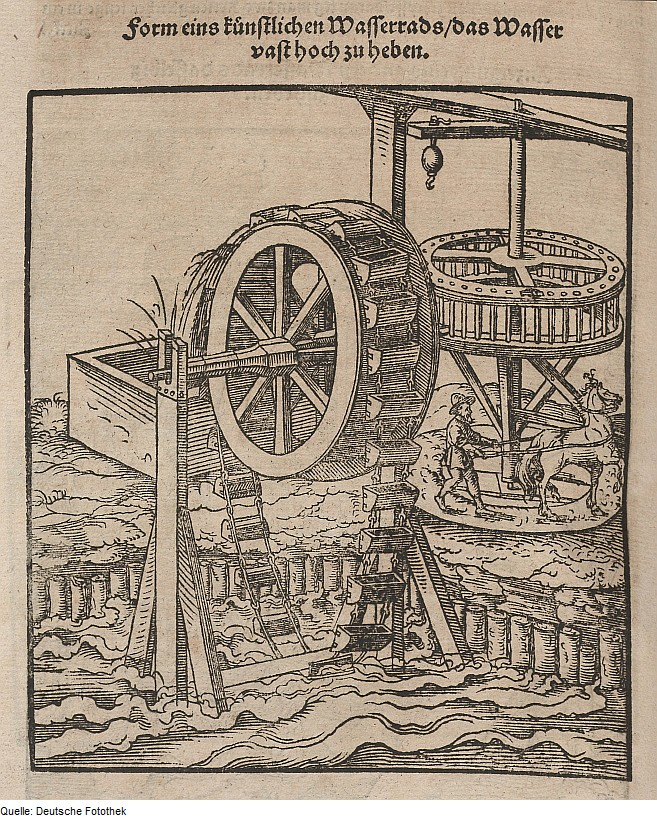
Walther Hermann Ryff. Vitruvius Teutsch. Engrenage

La lanterne ou roue cylindrique à fuseaux est l'un des deux constituants  d'un type d'engrenage particulier appelé  « engrenage à fuseaux » que l'on retrouve dans certains vieux moulins et certaines  machines anciennes. Dans une lanterne, des fuseaux ou cylindres sont insérés à intervalles réguliers en couronne  de deux plateaux circulaires, nommés tourtes ou tourteaux ; l'ensemble, fuseaux - tourtes, forme ainsi la lanterne, qui est solidaire d'un axe qu'elle met en rotation et qui est entraînée par les dents d'une roue, dite rouet,. Le but est de transformer un mouvement de rotation en un autre qui lui est perpendiculaire ou parallèle mais démultiplié.

## Qu'est-ce qu'une lanterne?
Le fuseau (en néerlandais rondsel, schijfloop, spillegeloop, lanteern, en anglais lantern-wheel ou lantern-gear) entraîne les outils dans un moulin. 
Le néerlandais distingue rondsel et lanteern. Un pignon allongé, dont la hauteur est supérieure au diamètre, s'appelle lanteern et apparaît dans un moulin sur pivot. Une roue de lanterne offre un rapport supérieur à un pignon (rondsel). 
Lorsqu'on substitue à une des roues une lanterne à fuseaux cylindriques — c'est-à-dire une roue sur laquelle sont fixés perpendiculairement à son plan des fuseaux terminés par des cylindres droits à base circulaire — les dents de la roue qui conduit la lanterne sont terminées par des surfaces cylindriques qui ont pour bases des courbes équidistantes des épicycloïdes planes ; cette roue n'a pas de flancs, le creux de deux dents consécutives est formé d'un demi cylindre droit, un peu plus grand que le cylindre d'un des fuseaux de la lanterne, et tangent aux surfaces des deux dents. « Dans le cas où l'une des roues doit soulever un pilon dont la ligne milieu est dans un plan perpendiculaire à l'axe de rotation de la roue, la dent de la roue prend le nom de came, et le pilon peut être considéré comme une roue dont le rayon est infini », etc.
Dans les moulins à vent néerlandais, les barres étaient en Buxus sempervirens, Massaranduba, chêne vert, charme ou zapatero. Les barres étaient recouvertes de cire d'abeille, ce qui les rendait moins sensibles à l'usure.
Ailleurs, pour les fuseaux, on utilise aussi pour les alluchons, poirier, orme, charme. Ailleurs, on employait le cormier, l'alizier et le pommier ; pour les tourtes, on employait orme et noyer.

## Galerie

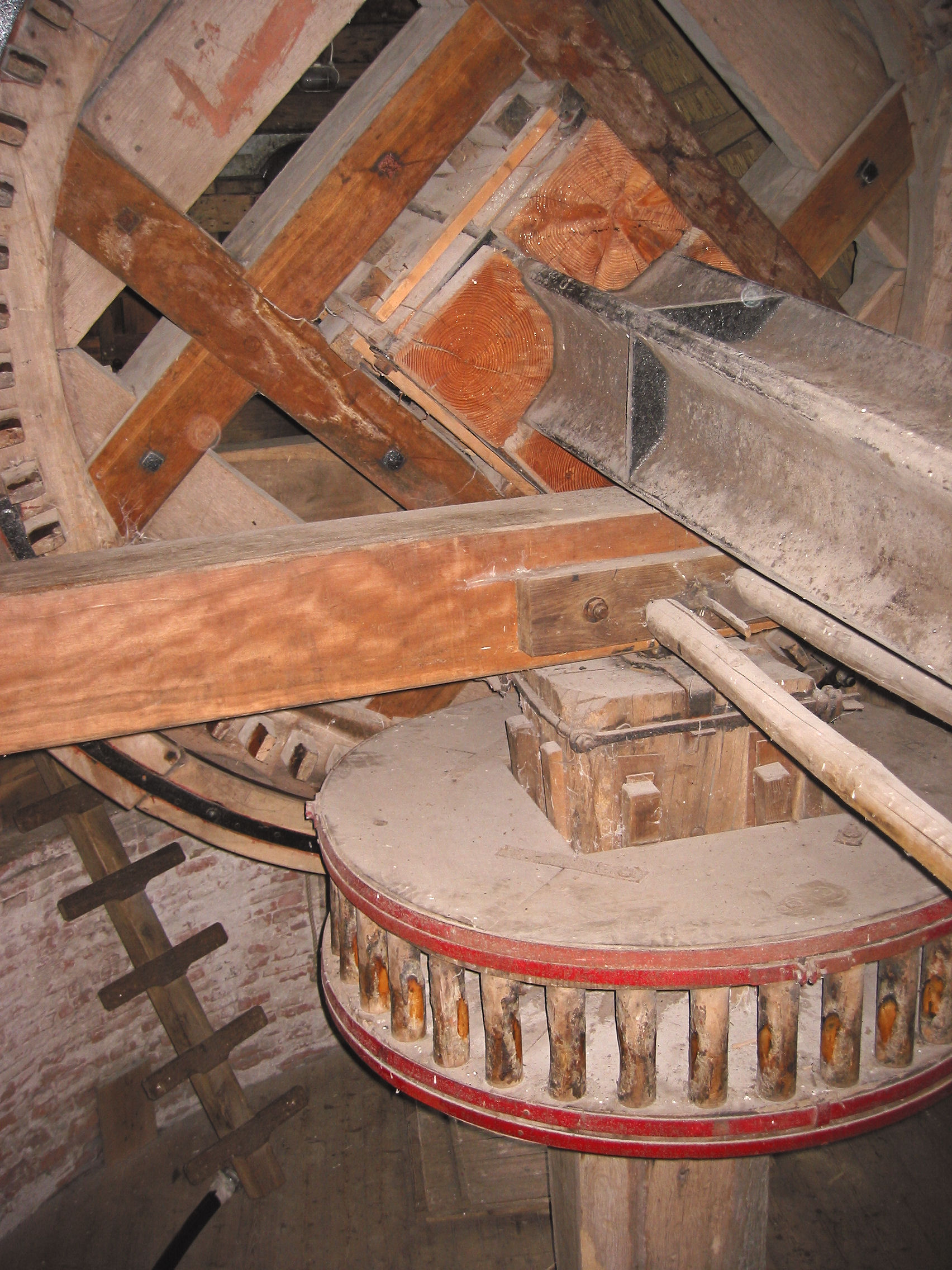
Détail
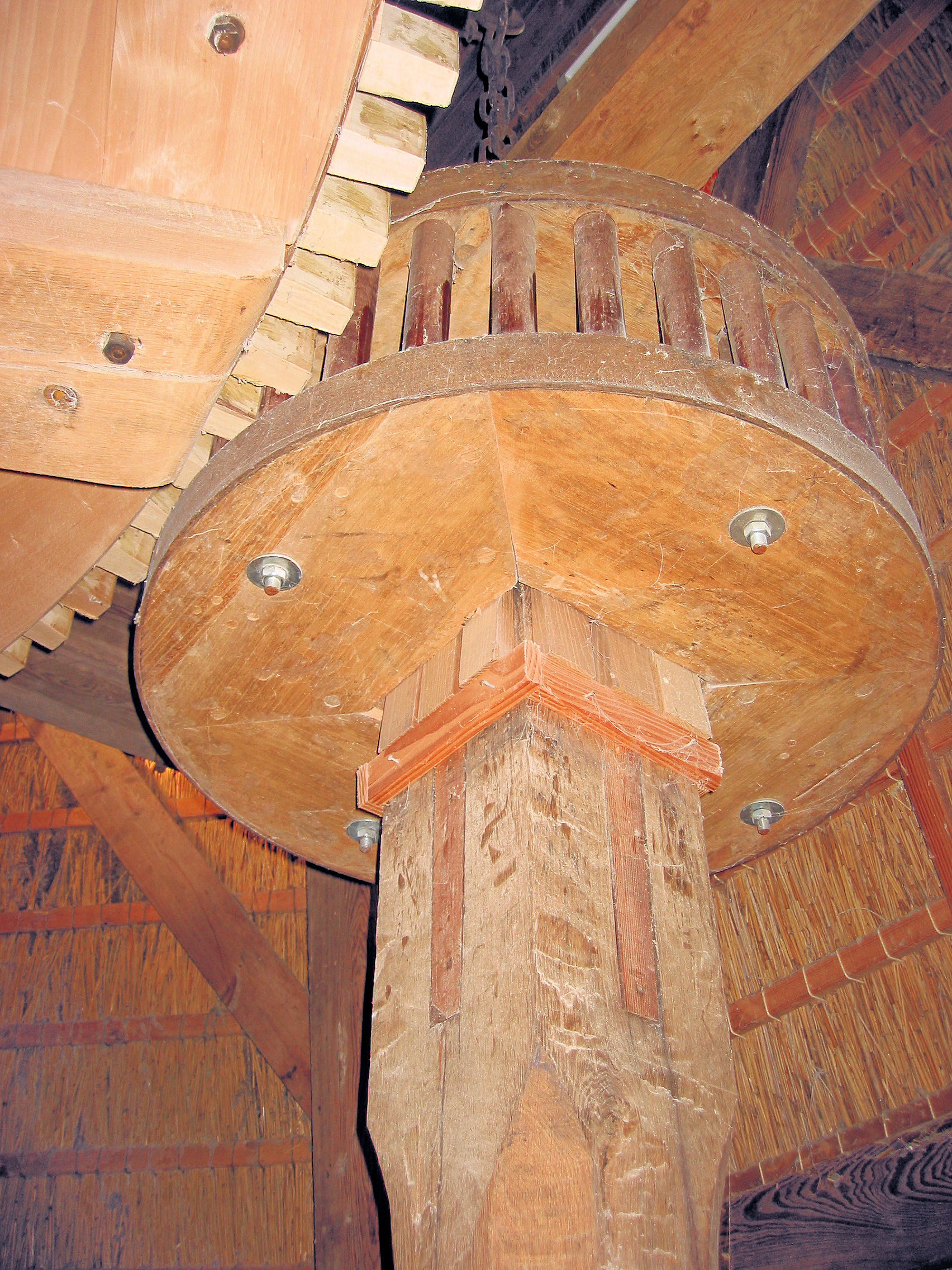
Détail
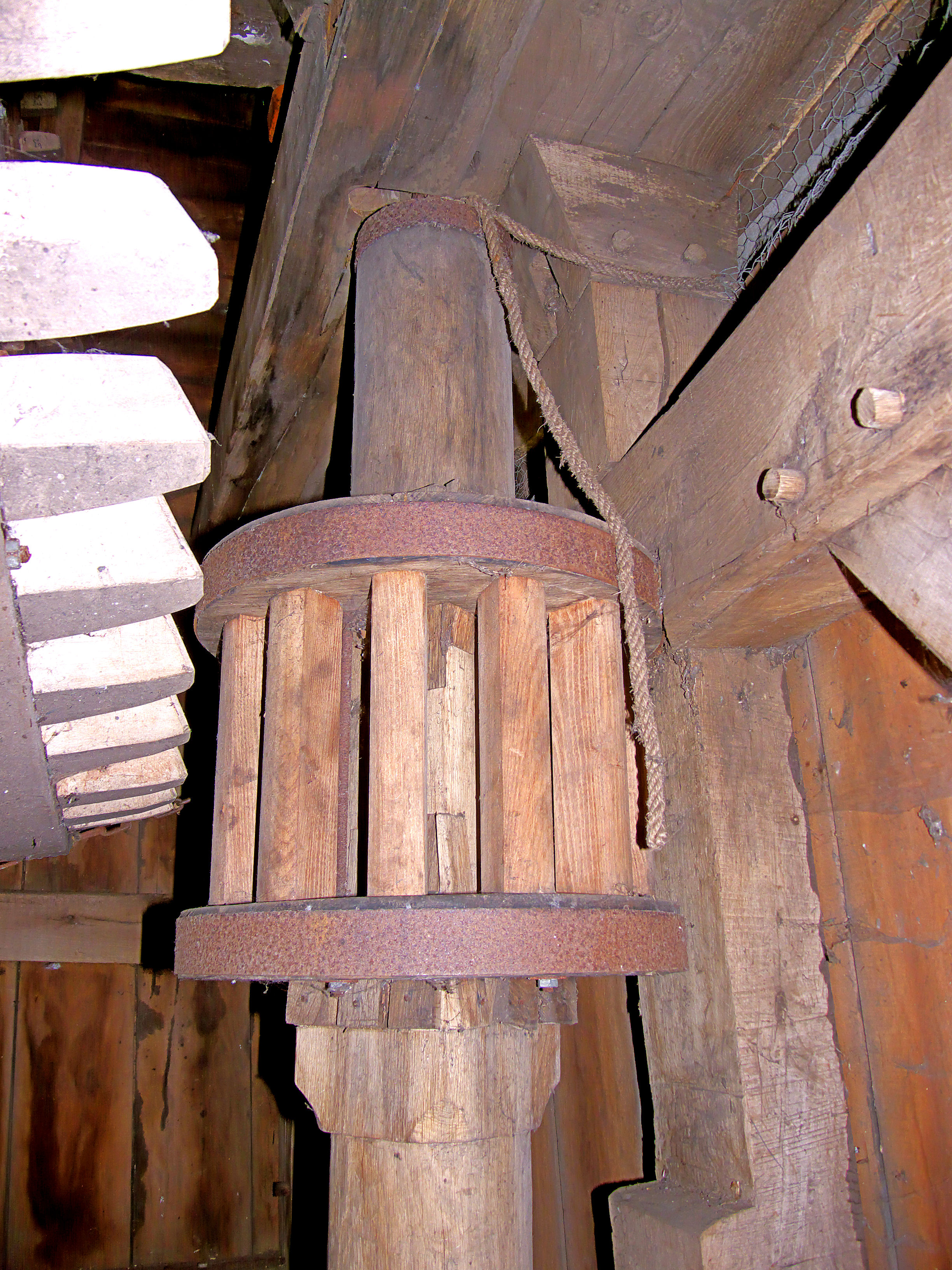
Détail. Standerdmolen Ter Haar
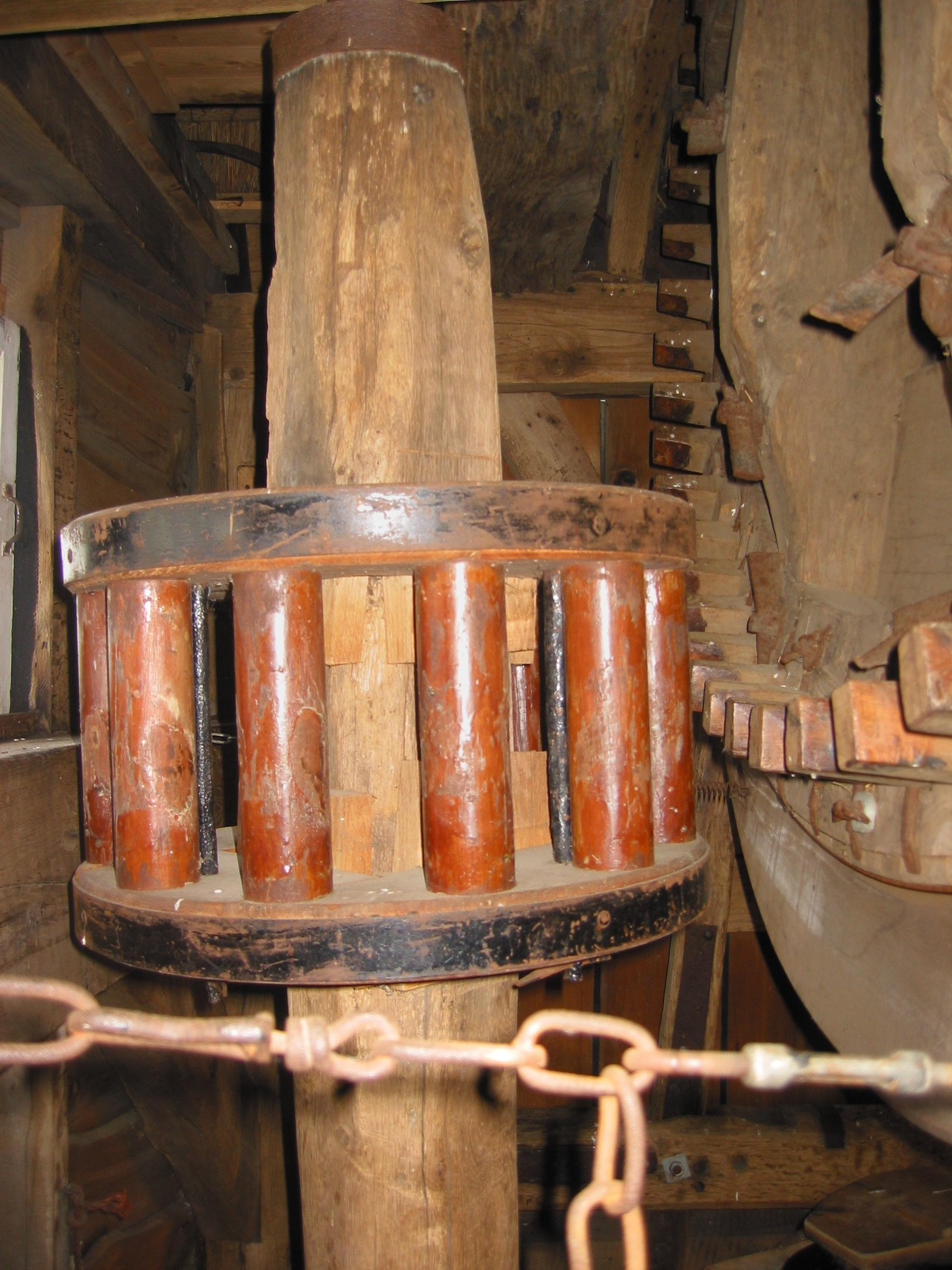
Détail
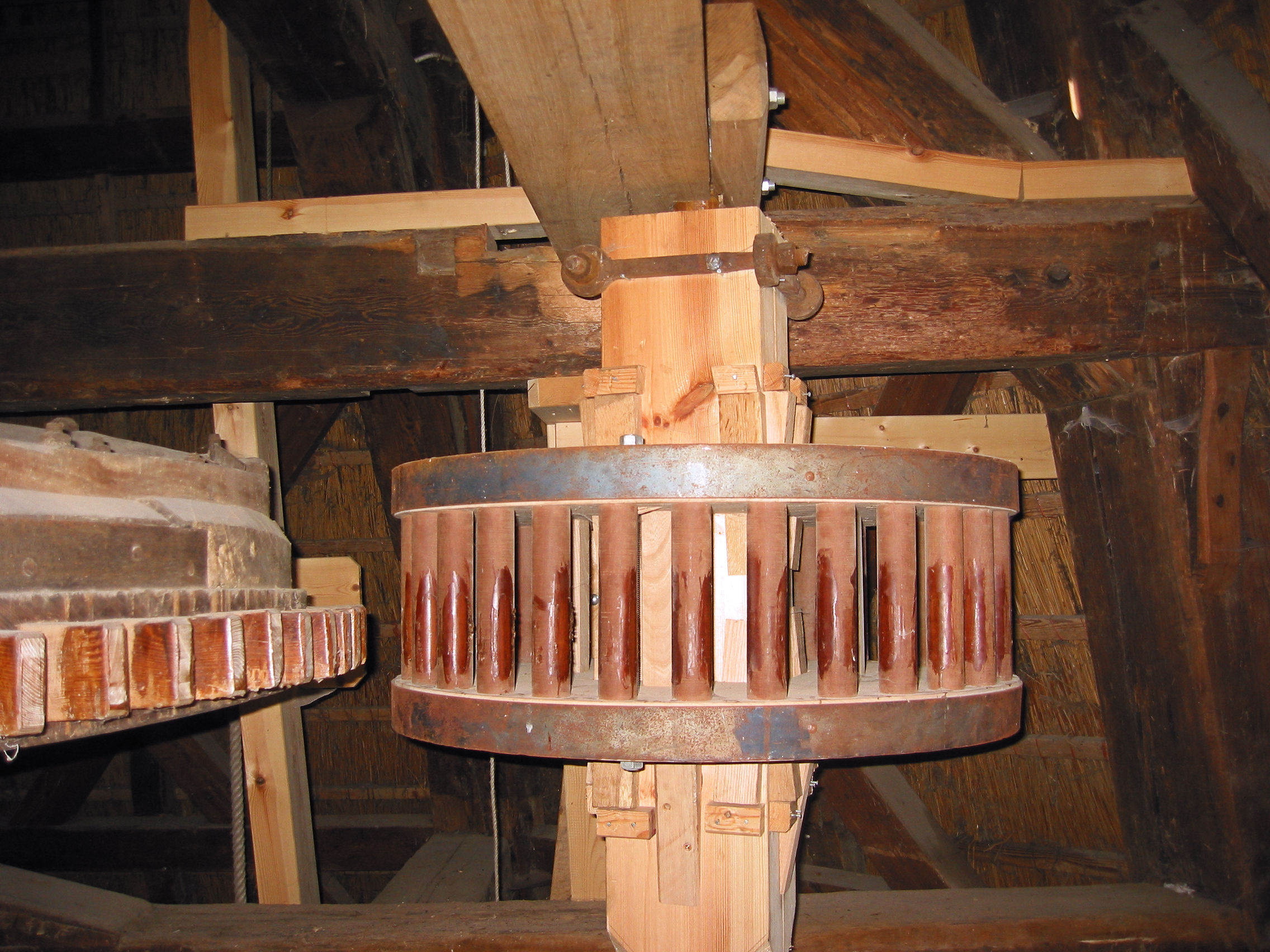
Détail
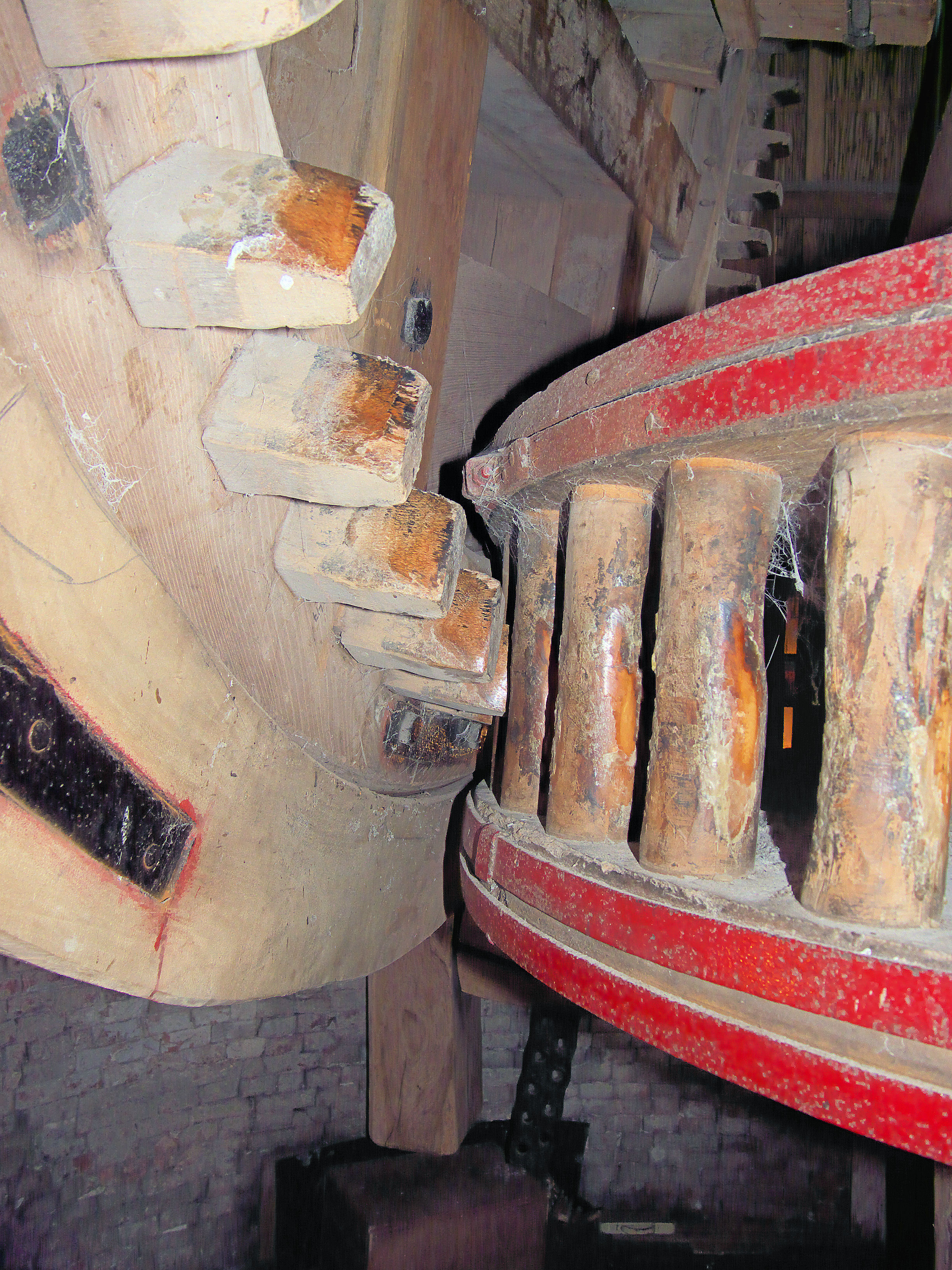
Détail
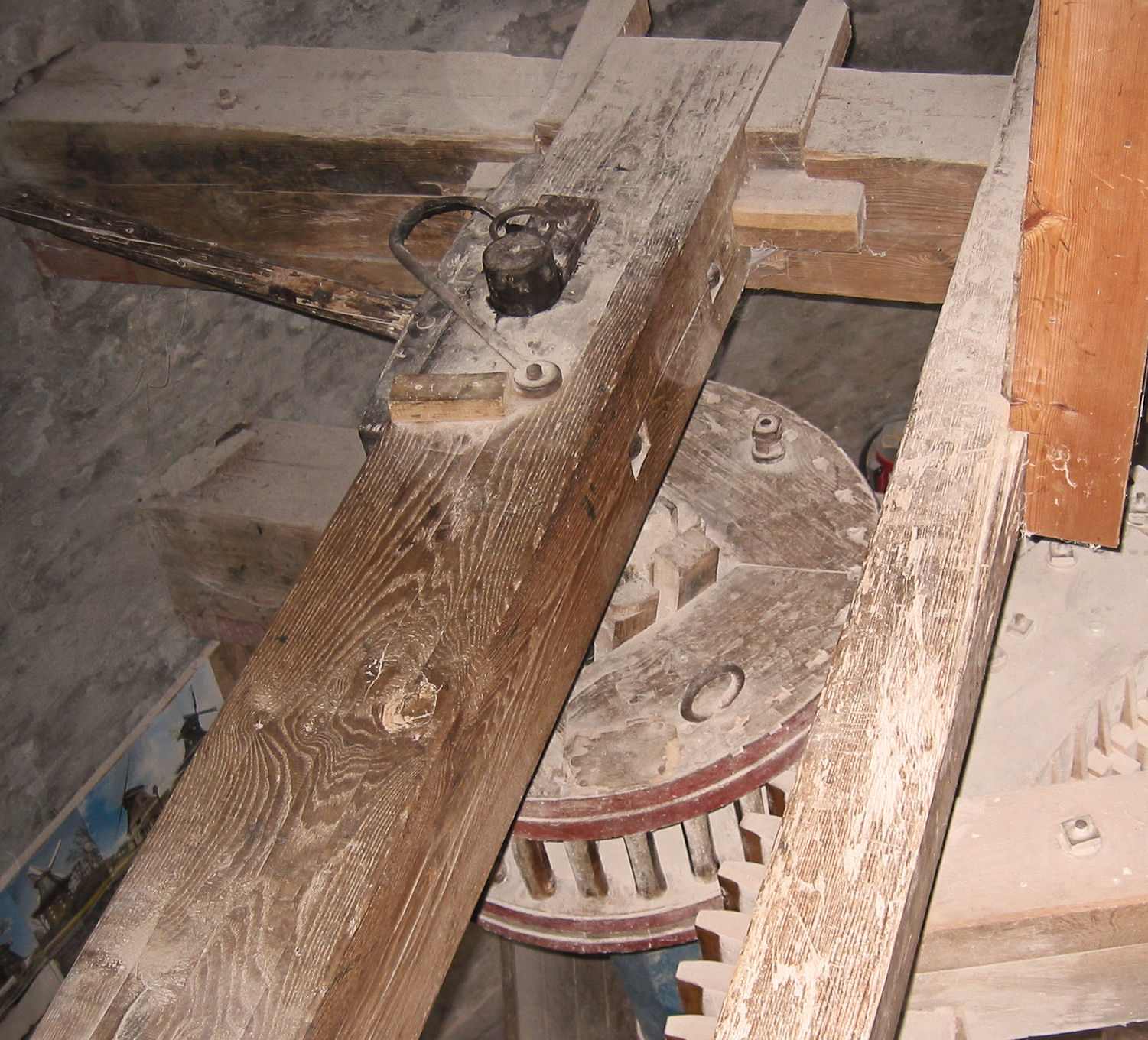
Détail
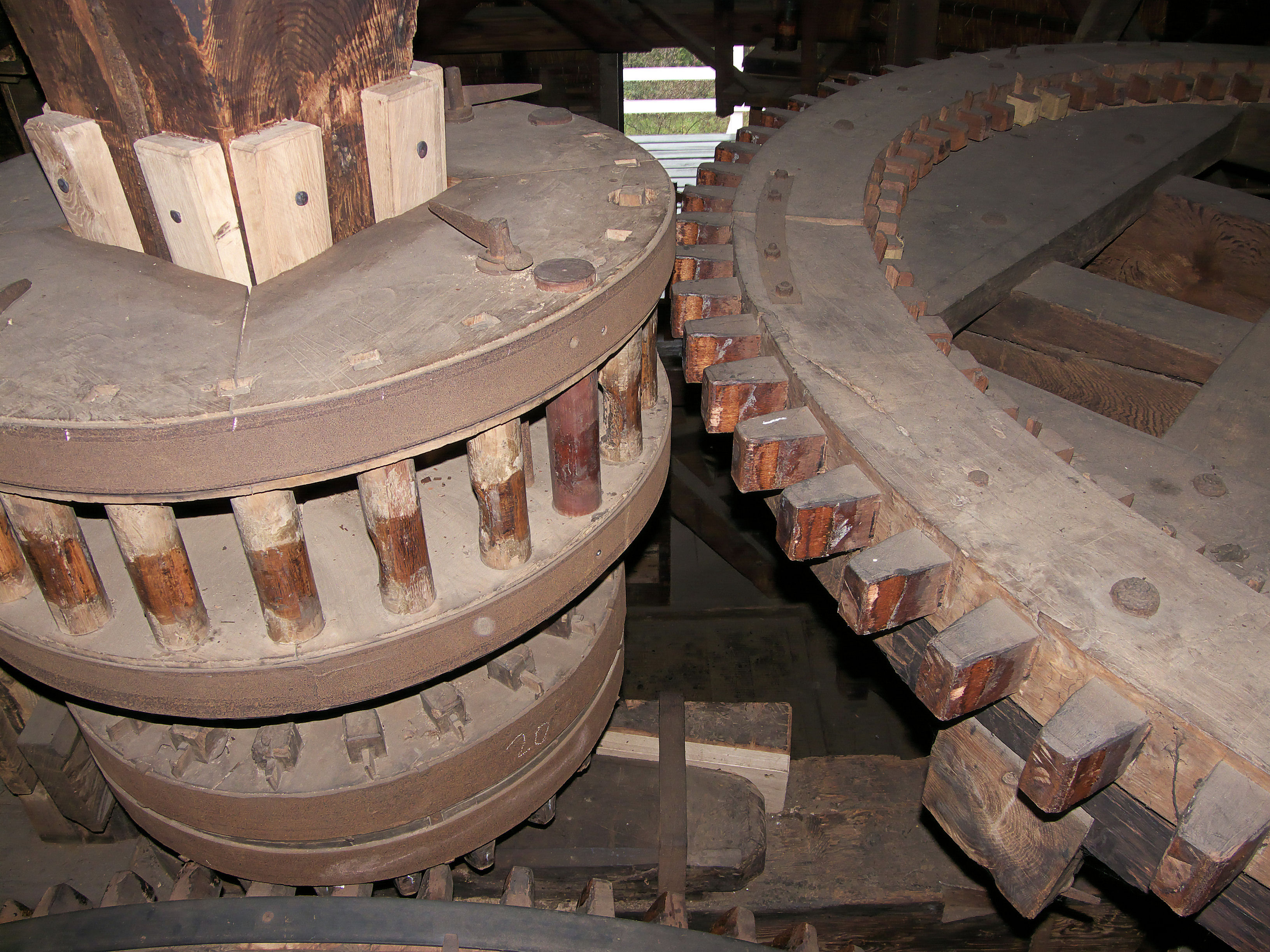
Détail
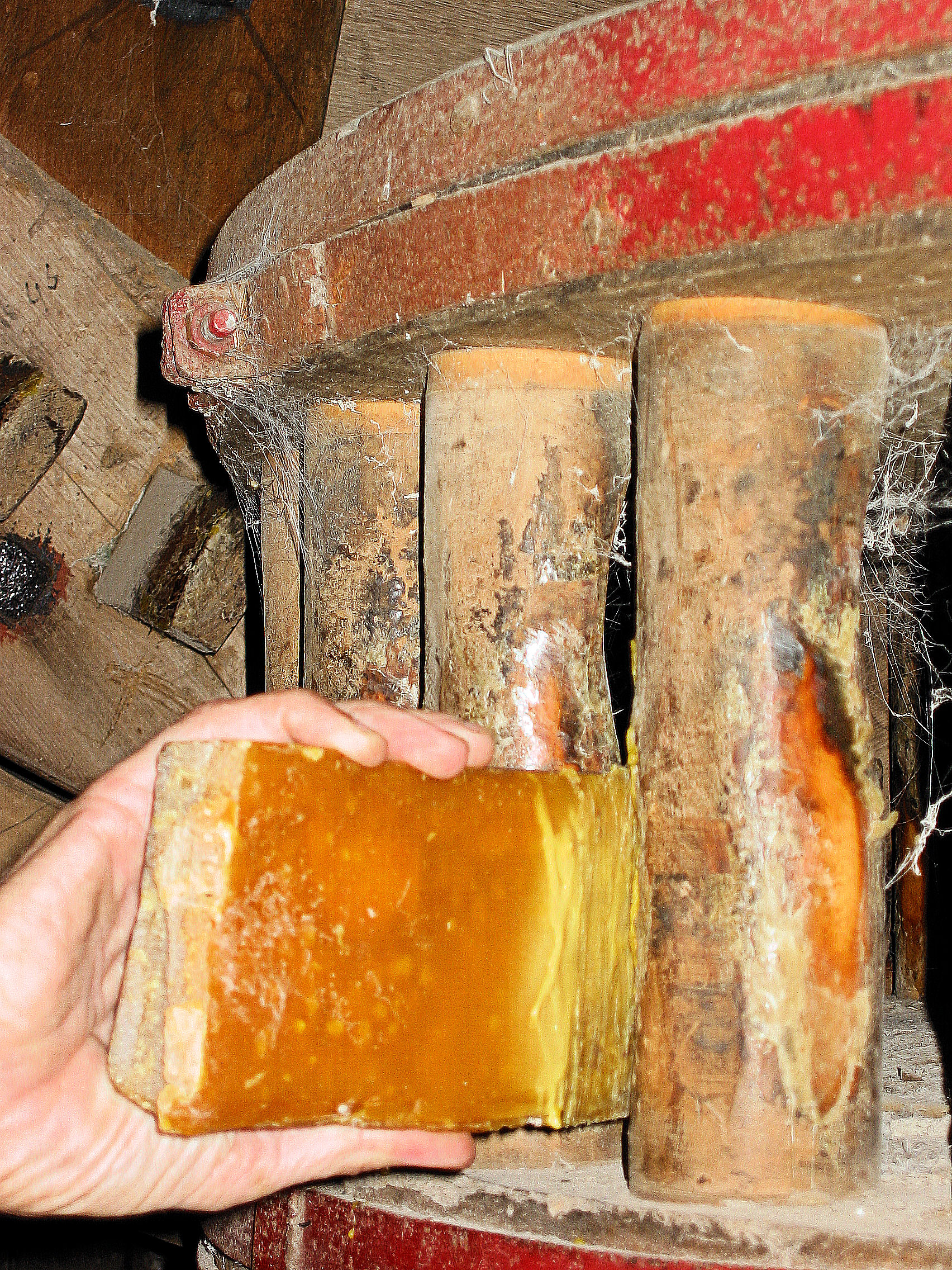
Détail
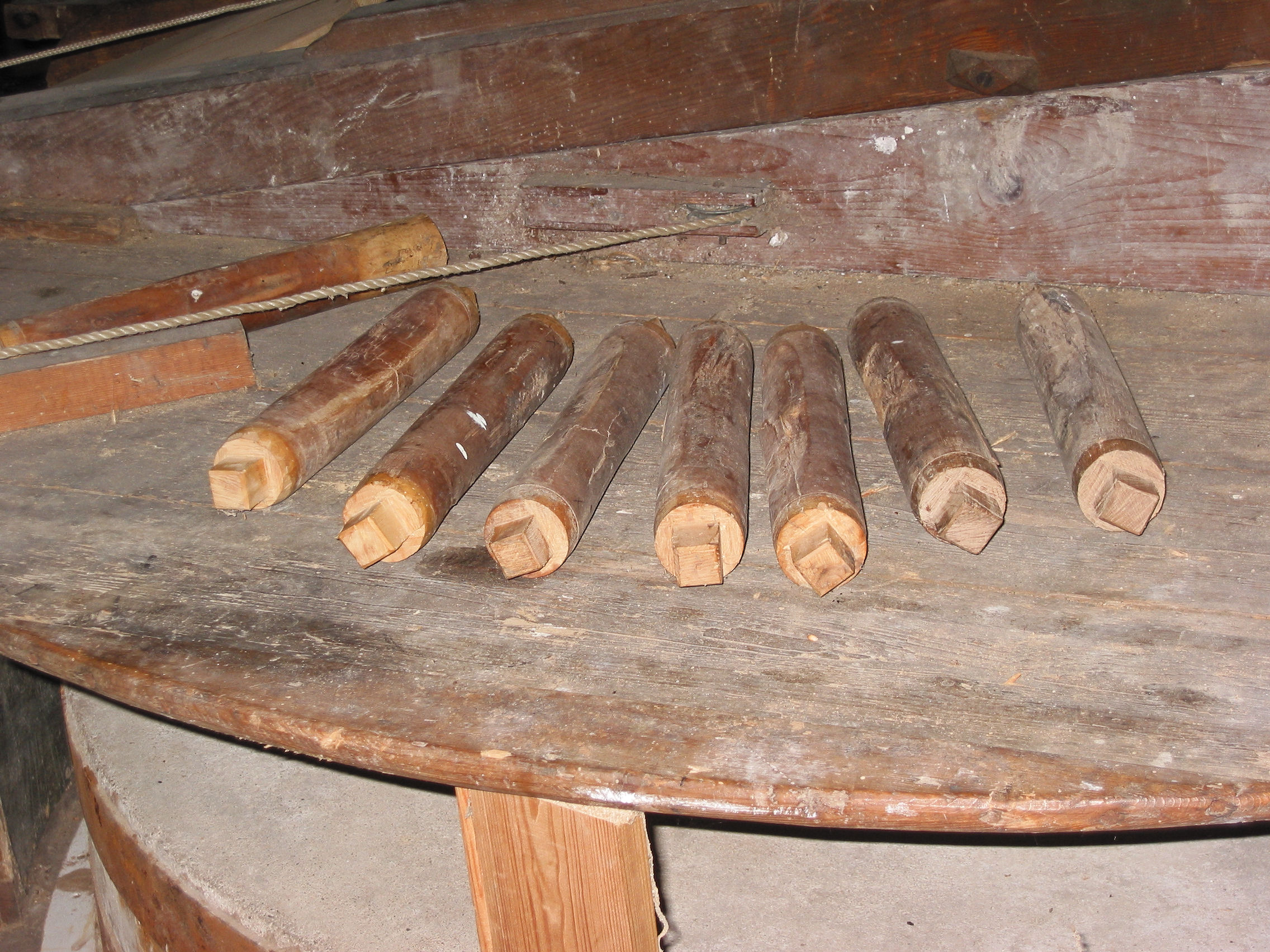
Détail
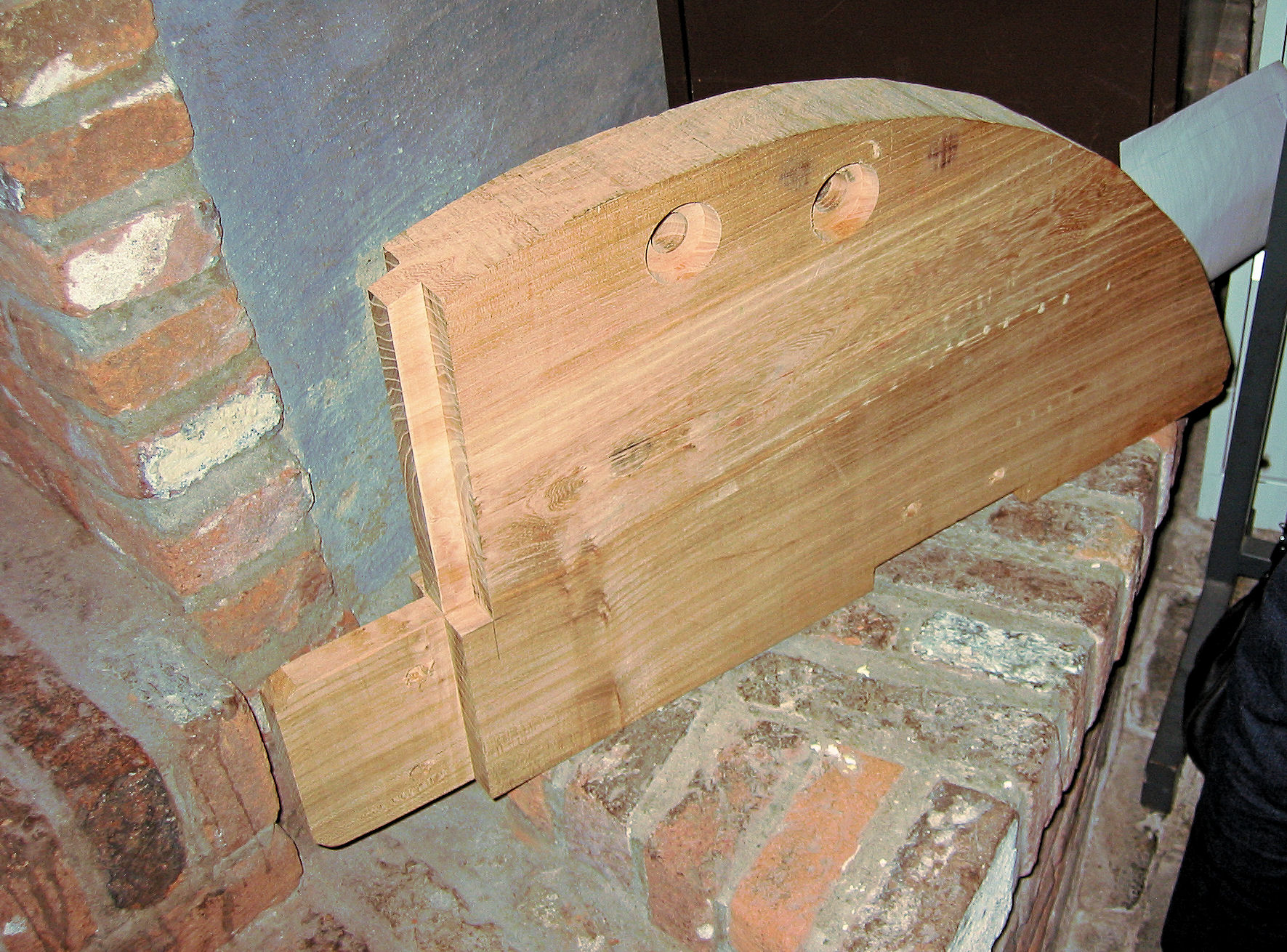
Détail
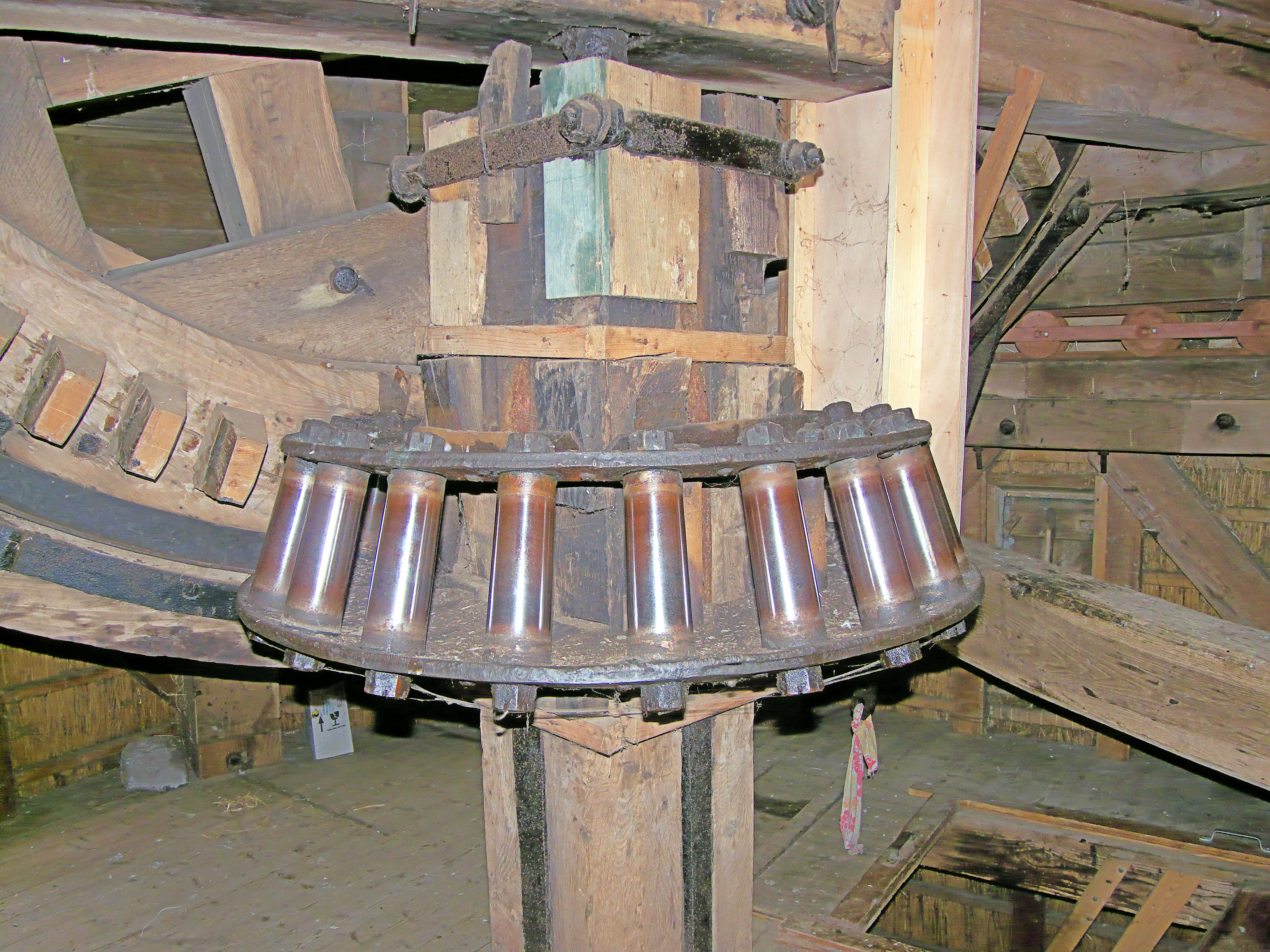
Roue à fuseaux cônique. Poldermolen Waardenburg,